# Adolf Zeising

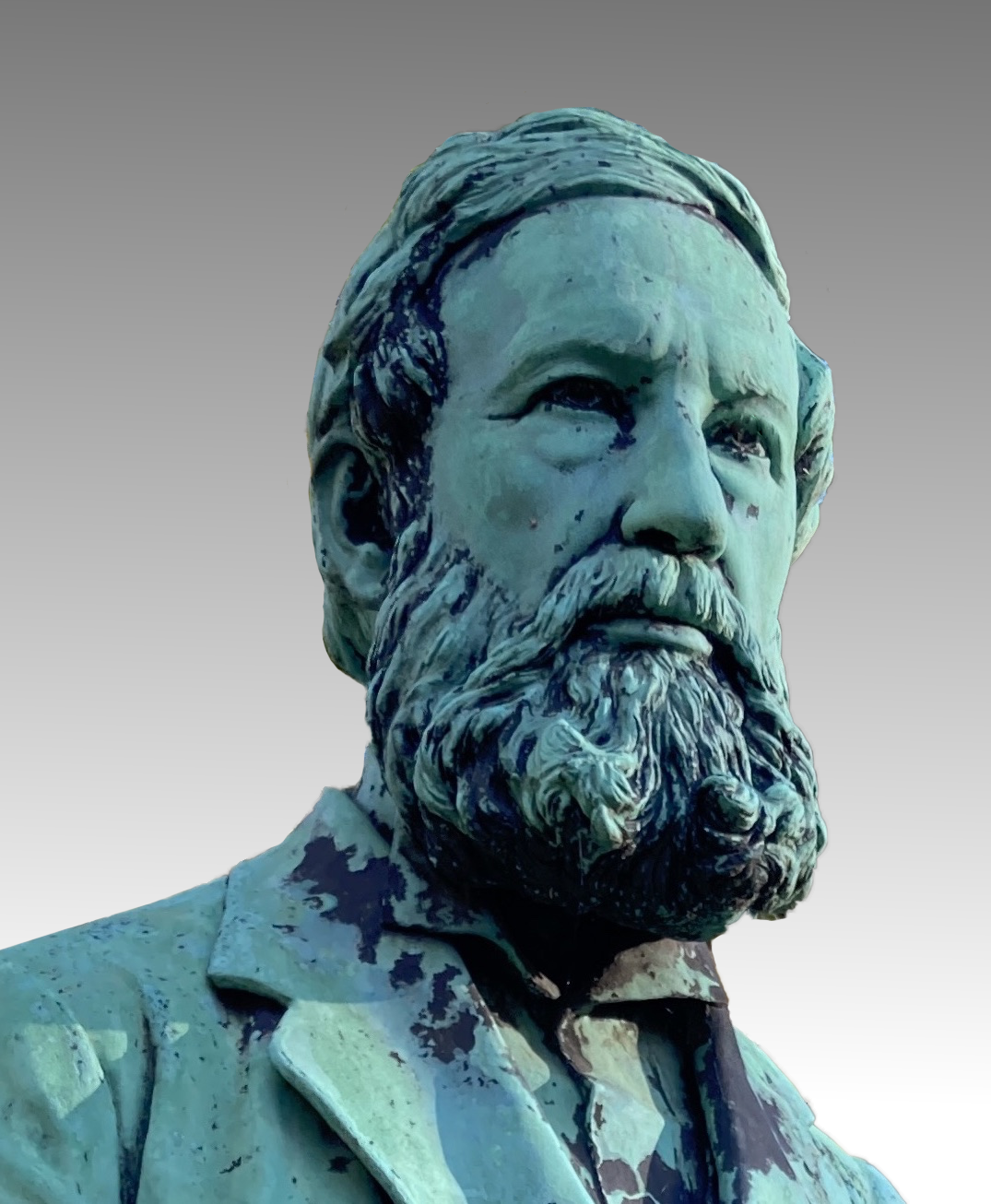
Bronzebüste auf Adolf Zeisings Grabstätte

Adolf Zeising (* 24. September 1810 in Ballenstedt; † 27. April 1876 in München; Pseudonym: Richard Morning) war ein deutscher Autor und Gelehrter, der vor allem als Verbreiter der Lehre vom Goldenen Schnitt bekannt geworden ist.

## Leben
Adolf Zeising war der Sohn eines Kammermusikers am Ballenstedter Hof des Herzogs von Anhalt-Bernburg. Er wuchs in Ballenstedt und Bernburg auf, hat am Gymnasium in Bernburg das Abitur erworben und studierte in Berlin und Halle (Saale) hauptsächlich Philologie und Philosophie. Danach wirkte er zunächst als Lehrer in Bernburg, 1848 wurde er zum Professor am Bernburger Gymnasium ernannt. 1856 wurde er zum Mitglied der Gelehrtenakademie Leopoldina gewählt.
In der Revolution von 1848/49 war er einer der liberalen Wortführer und Herausgeber eines oppositionellen Blattes „Sprechsaal für das anhaltische Volk“. Er gehörte 1848 dem linken Flügel des demokratischen Landtags von Anhalt-Bernburg an. Wegen dieser politischen Betätigung in Ungnade gefallen, schied er 1852 mit einer Wartegeld-Regelung für zehn Jahre aus dem anhaltischen Schuldienst aus. Seine späteren Anträge auf Rückkehr wurden von der herzoglichen Regierung abgelehnt. Zeising lebte ab 1855 als Schriftsteller in München, wo er in erstaunlicher Fülle wissenschaftliche, philosophische und literarische Texte (Romane, Dramen, Novellen, Übersetzungen aus dem Griechischen, Sachbücher u. a.) publizierte und am lokalen literarischen Leben, u. a. im Dichterkreis Die Krokodile, teilnahm. Seit 1862 gehörte Zeising zu den von der Deutschen Schillerstiftung unterstützten Schriftstellern. Er starb in finanzieller Not und nach schwerer Krankheit 1876 im Alter von 65 Jahren in München.

## Grabstätte

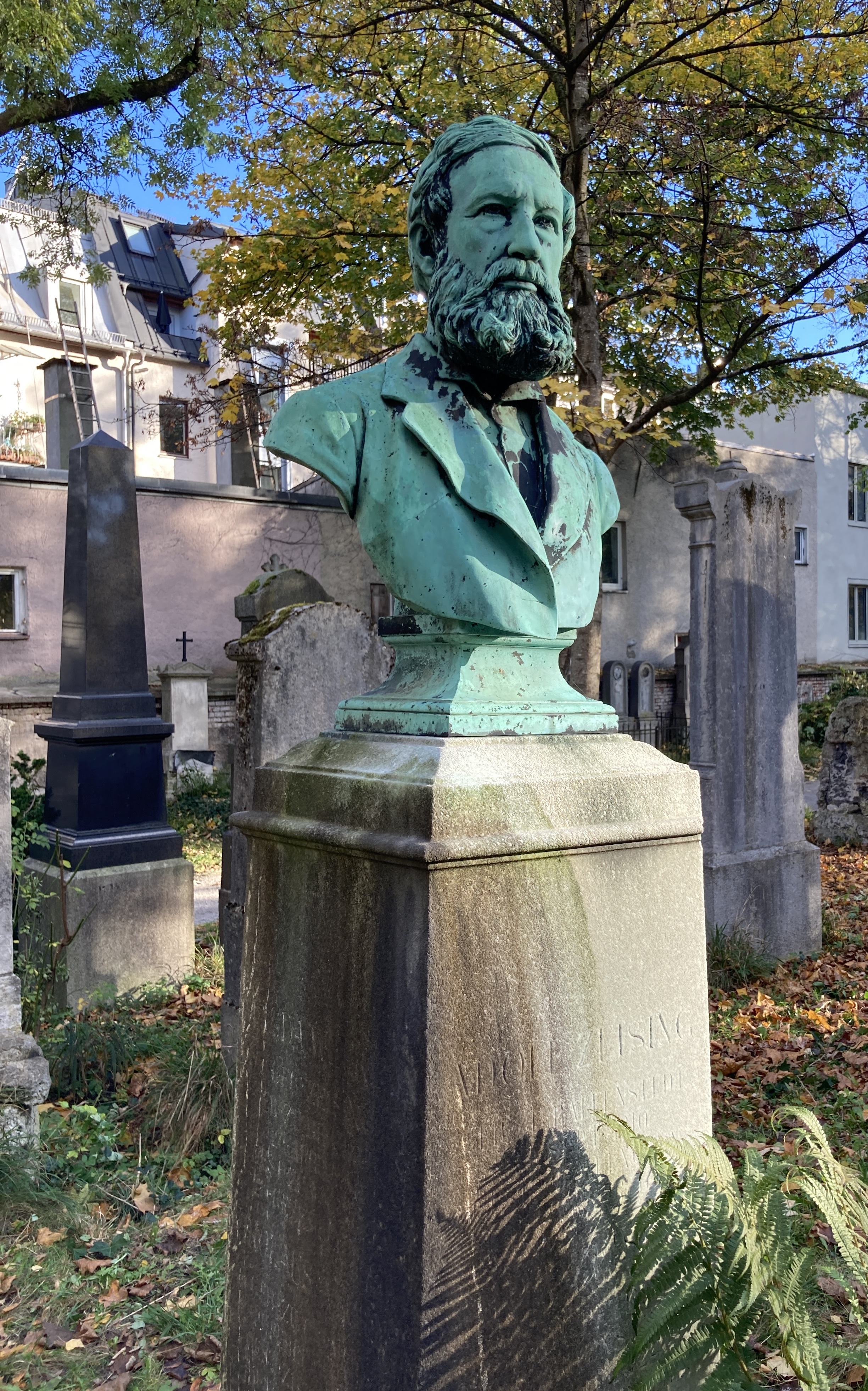
Grab von Adolf Zeising auf dem Alten Südlichen Friedhof in München

Die Grabstätte von Adolf Zeising befindet sich auf dem Alten Südlichen Friedhof in München (Gräberfeld 1 – Reihe 5 – Platz 16) Standort.
In dem Grab befinden sich gemäß Inschrift auf dem Grabstein auch seine Tochter Magda und sein Schwiegersohn Nikolaus Wecklein. Die Büste stammt vom Bildhauer Caspar von Zumbusch aus dem Jahr 1884.

## Familie
Zeisigs Tochter Magda (* 26. April 1848; † 23. Dezember 1923) heiratete den Altphilologen und späteren Direktor des Maximiliansgymnasiums in München, Nikolaus Wecklein (* 19. Februar 1843; † 19. November 1926). Derer beiden Tochter Anna (1871–1945) heiratete den Byzantinisten August Heisenberg und aus dieser Verbindung entstammt der Physiker und Nobelpreisträger Werner Heisenberg, somit ein Urenkel Zeisings.

## Literarisches Wirken
Schon aus der Studentenzeit stammen erste Veröffentlichungen von Gedichten und Prosatexten, u. a. im von Gustav Schwab und Adelbert von Chamisso herausgegebenen Deutschen Musenalmanach. Aus der Zeit vor 1848 ragt der unter dem Pseudonym Richard Morning erschienene Gedichtband Zeitgedichte (1846) hervor, eine Sammlung kraftvoller Dichtungen im liberalen Geiste des Vormärz. Die Auflage wurde von der Zensur weitgehend eingestampft. Aus der Münchner Zeit stammen u. a. umfangreiche Romane wie Hausse und Baisse (1864), Kunst und Gunst (1865), Joppe und Krinoline (1865), die Tragödie Kaiserin Eudoxia (1861). Der Schwerpunkt von Zeisings Schaffen lag im ästhetischen, wissenschaftlichen und philosophischen Bereich. Seine Schrift Neue Lehre von den Proportionen des menschlichen Körpers (1854) machte ihn als Protagonisten der Teilungsregel vom Goldener Schnitt bekannt, die Zeising in der Folgezeit in vielen Schriften als allgemeines Gestaltungsgesetz in Natur, menschlichem Körper, Kunst, Architektur u. a. nachzuweisen und zu begründen suchte. Eine Synthese seines religiös-philosophischen Weltbildes gibt er in dem Werk Religion und Wissenschaft, Staat und Kirche (1873), das eine lebensbejahende Philosophie entwickelt, die alle Erscheinungen der Natur wie des Geistes als Ausfluss des „gemeinsamen Urgrunds“ des göttlichen Seins interpretiert.

## Weitere Werke (Auswahl)
- Ästhetische Forschungen, 1855.
- Die Verhältnisse der Menschengestalt und der Blattstellung in ihrer Gleichheit und Verschiedenheit, 1855.
- Der menschliche Kopf im Profil, 1856.
- Die Proportionen von reinen antiken Statuen, 1856.
- Über die Metamorphosen in den Verhältnissen der menschlichen Gestalt von der Geburt bis zur Vollendung des Längenwachtums, 1858.
- Die Verhältnisse des Kölner Doms, 1869.
- Die regulären Polyeder, 1869.